# Wojciech Szkudlarczyk
Wojciech Szkudlarczyk (ur. 8 stycznia 1986 w Poznaniu) – polski badmintonista, trener badmintona (BWF Level 2), współzałożyciel szkoły gry w badmintona PowerBad. Przedstawiciel marki Kawasaki Sports w Europie.

## Kariera
Wychowanek PTS Puszczykowo (trener Zbigniew Gorzelanny). Zawodnik klubów; PTS Puszczykowo, Piast-B Słupsk, Technika Głubczyce, Hubala Białystok. W latach 2000–2017 zawodnik Kadry Narodowej.

## Osiągnięcia sportowe
- 2010 brązowy medal Akademickich Mistrzostw Świata w grze podwójnej mężczyzn
- 2012 brązowy medal Akademickich Mistrzostw Świata w grze mieszanej
- 2011 złoty medal Międzynarodowych Mistrzostw Szwajcarii w grze podwójnej mężczyzn
- 2012 złoty medal w turnieju międzynarodowym Polish Open w grze podwójnej mężczyzn
- 2013 złoty medal Międzynarodowych Mistrzostw Holandii w grze podwójnej mężczyzn
- 2014 złoty medal Turnieju Międzynarodowego „White Nights” w grze podwójnej mężczyzn
- 2014 uczestnik Mistrzostw Świata w grze podwójnej mężczyzn[3].
- 2016 złoty medal Międzynarodowych Mistrzostw Litwy w grze podwójnej mężczyzn[4]
- 2016 złoty medal Międzynarodowych Mistrzostw Słowacji w grze podwójnej mężczyzn[5]
- 2017 złoty medal Międzynarodowych Mistrzostw Polski (Polish Open) w grze podwójnej mężczyzn[6]
- 2017 złoty medal Międzynarodowych Mistrzostw Czech w grze podwójnej mężczyzn[7]
- 2017 srebrny medal 53 Indywidualnych Mistrzostw Polski Elity w grze mieszanej[8]

Wielokrotny medalista Mistrzostw Polski
- w grze podwójnej mężczyzn (2004, 2006, 2007, 2008, 2011, 2012, 2013, 2014, 2015, 2016)
- w mikście (2009, 2011, 2012, 2013, 2014, 2015, 2017)

## Praca zawodowa
- Prowadzi firmę sportową PowerBad Wojciech Szkudlarczyk
- Założyciel sklepu internetowego ze sprzętem do badmintona https://mwm-sport.eu
- Założyciel sklepu internetowego ze sprzętem do badmintona https://kawasaki-sport.eu
- Założyciel sklepu internetowego ze sprzętem do tenisa i pickleball https://pikten.pl